# Seattle Thunderbirds
Die Seattle Thunderbirds sind eine Eishockeymannschaft aus Seattle im US-Bundesstaat Washington. Das Team spielt seit 1977 in einer der drei höchsten kanadischen Junioren-Eishockeyligen, der Western Hockey League (WHL). Der Spitzname der Mannschaft ist T-Birds.

## Geschichte
Die Kamloops Chiefs wurden vor der Saison 1977/78 aus Kamloops, British Columbia, umgesiedelt und in Seattle Breakers umbenannt. Die Breakers erreichten in ihrer Anfangszeit gleich zwei Mal das Finale in der West Division, in dem sie jedoch 1980 den Victoria Cougars in der Best-of-Seven-Serie in einem Sweep unterlagen. Zwei Jahre später scheiterte Seattle mit 2:4 an den Portland Winter Hawks. Im Sommer 1985 wurde das Franchise verkauft und erhielt seinen jetzigen Namen Seattle Thunderbirds. Ihren größten Erfolg hatte die Mannschaft mit dem Erreichen des Finales um den Ed Chynoweth Cup in der Saison 1996/97, in dem sie den Lethbridge Hurricanes glatt mit 0:4 unterlagen.

## Ehemalige Spieler
Folgende Spieler, die für die Seattle Breakers/Thunderbirds aktiv waren, spielten im Laufe ihrer Karriere in der National Hockey League: 
- Glenn Anderson
- Mathew Barzal
- Doug Barrault
- Ethan Bear
- Rick Berry
- Zdenek Blatny
- Lonny Bohonos
- Jim Camazzola
- Shawn Chambers
- Ben Clymer
- Ken Daneyko
- Kimbi Daniels
- Brenden Dillon
- Peter Dineen
- Steve Dykstra
- Craig Endean
- Shane Endicott
- Brennan Evans
- Brent Fedyk
- Zack Fitzgerald
- Wade Flaherty
- Stanislav Gron
- Chris Herperger
- Matt Hervey
- Thomas Hickey
- Jan Hrdina
- Tim Hunter
- Jamie Huscroft
- Chris Joseph
- Mike Kennedy
- Alan Kerr
- Jon Klemm
- Rob Klinkhammer
- John Kordic
- Greg Kuznik
- Brooks Laich
- Doug Lidster
- John Lilley
- Danny Lorenz
- Dwayne Lowdermilk
- Brian Lundberg
- Jamie Lundmark
- Stewart Malgunas
- Patrick Marleau
- Glenn Merkosky
- Tomáš Mojžíš
- Dave Morisset
- Petr Nedvěd
- Chris Osgood
- Mark Parrish
- Ed Patterson
- Calvin Pickard
- Jame Pollock
- Deron Quint
- Errol Rausse
- Jeremy Reich
- Scott Robinson
- Cody Rudkowsky
- Oleg Saprykin
- Cory Sarich
- Chris Schmidt
- Andy Schneider
- Corey Schwab
- Brent Severyn
- Mike Siklenka
- Trevor Sim
- Matthew Spiller
- Turner Stevenson
- Garret Stroshein
- Robbie Tallas
- Shea Theodore
- Nate Thompson
- Lindsay Vallis
- Wayne Van Dorp
- Ryan Walter
- Joe Ward
- Chris Wells
- David Wilkie
- Mitch Wilson
- Brendan Witt
- Dody Wood
- Brad Zavisha

## Team-Rekorde

### Karriererekorde
Spiele: 345  Luke Lockhart
Tore: 257  Glen Goodall
Assists: 290  Glen Goodall
Punkte: 547   Glen Goodall
Strafminuten: 886  Turner Stevenson